# Мясопродукт
Акционерное общество «Мясопродукт» — существовавшая в конце 1920-х годов советская компания. Полное наименование — Всесоюзное смешанное акционерное общество «Мясопродукт». Штаб-квартира компании находилась в Москве.

## История

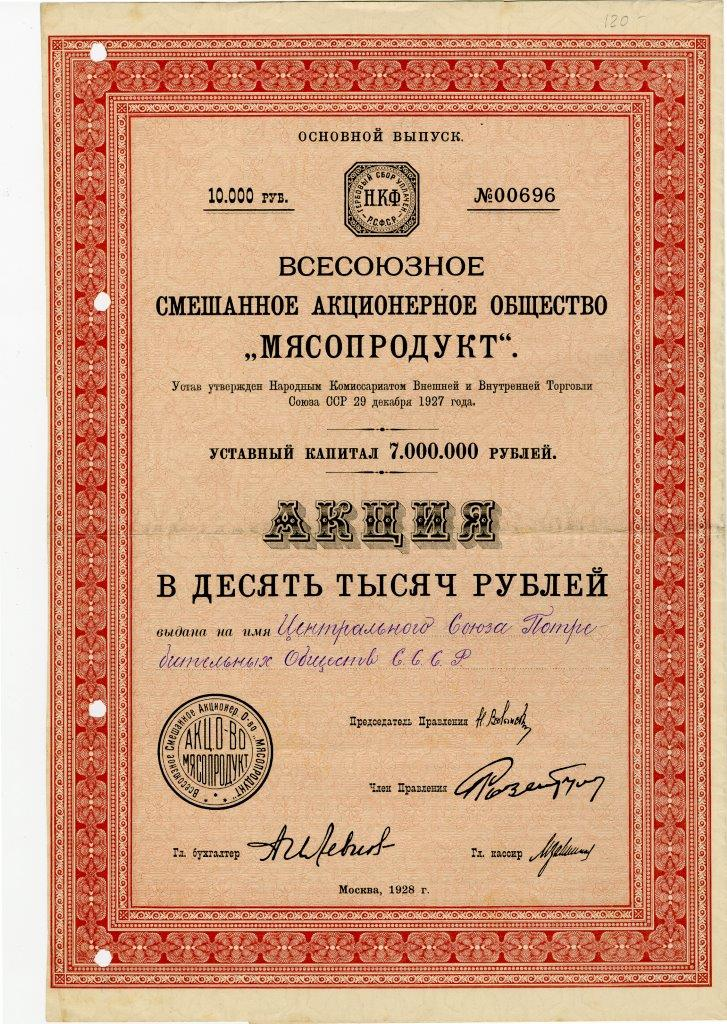
Акция в 10 тыс. рублей, именная, Всесоюзного смешанного акционерного общества «Мясопродукт». Москва, 1928 г.

Компания зарегистрирована в конце 1927 года, в то время, когда из-за срыва государственных хлебозаготовок в СССР началось фактическое свертывание НЭПа.
Как следует из Устава компании: "для заготовки и реализации скота и мяса, для переработки продуктов убоя и утилизации его отходов, а также для снабжения означенными продуктами Москвы, Ленинграда и других потребительских центров, а равно военного ведомства, учреждается акционерное общество под наименованием Всесоюзное смешанное акционерное общество «Мясопродукт».
Уставный капитал Общества составлял 7 млн руб., разделенных на 700 акций номиналом в 10 тыс. руб. каждая. В число акционеров «Мясопродукта» входили как государственные учреждения и предприятия, так и кооперативные организации. При этом доля участия государственных и кооперативных средств в формировании уставного капитала Общества должна была распределяться в соотношении 50 на 50 %.
В 1930 г. функции упраздненного смешанного акционерного общества «Мясопродукт» были переданы вновь организованному Всесоюзному тресту «Союзмясо» Наркомата снабжения СССР.